# Шихано-Ишимбайская седловина
Шихано-Ишимбайская седловина — тектоническая структура первого порядка в Предуральском краевом прогибе. Выделена Н. С.Шатским (1945).
Открыто 9 месторождений нефти и природного газа.

## Границы
На севере граничит с Бельской депрессией, на юге — с Мраковской депрессией.

## Формирование
Шихано-Ишимбайская седловина трансформировалось юго-восточного окончания Южно-Татарского свода Предуральского краевого прогиба в процессе его формирования. В пределах седловины сохраняется характерная для Предуральского краевого прогиба субширотная и субмеридиональная тектоническая зональность.